# Мяэселья
Мя́эселья (эст. Mäeselja) — деревня в волости Элва уезда Тартумаа, Эстония.
До административной реформы местных самоуправлений Эстонии 2017 года входила в состав волости Пухья (упразднена).

## География и описание
Расположена в 36 км к юго-западу от уездного центра — города Тарту. Высота над уровнем моря — 75 метров.
Климат умеренный. Официальный язык — эстонский. Почтовый индекс — 61308.

## Население
По переписи населения 2021 года, в Мяэселья насчитывалось 72 жителя, их них 69 (95,8 %) — эстонцы.
По данным переписи населения 2011 года в деревне проживали 50 человек, из них 48 (96,0 %) — эстонцы.
Численность населения деревни Мяэселья по данным переписей населения:
| Год  | 1959 | 1970 | 1979 | 1989 | 2000 | 2011 | 2021 |
| ---- | ---- | ---- | ---- | ---- | ---- | ---- | ---- |
| Чел. | 74   | ↗ 84 | ↘ 60 | ↘ 47 | ↗ 59 | ↘ 50 | ↗ 72 |

## История
Сравнительно молодая деревня, сформировавшаяся в начале XX века из разбросанных хуторов, расположенных вокруг посёлка Пухья. В 1922 году упоминается как Пухья (эст. Puhja), в 1978 году была также записана как Кургимяэ (эст. Kurgimäe).

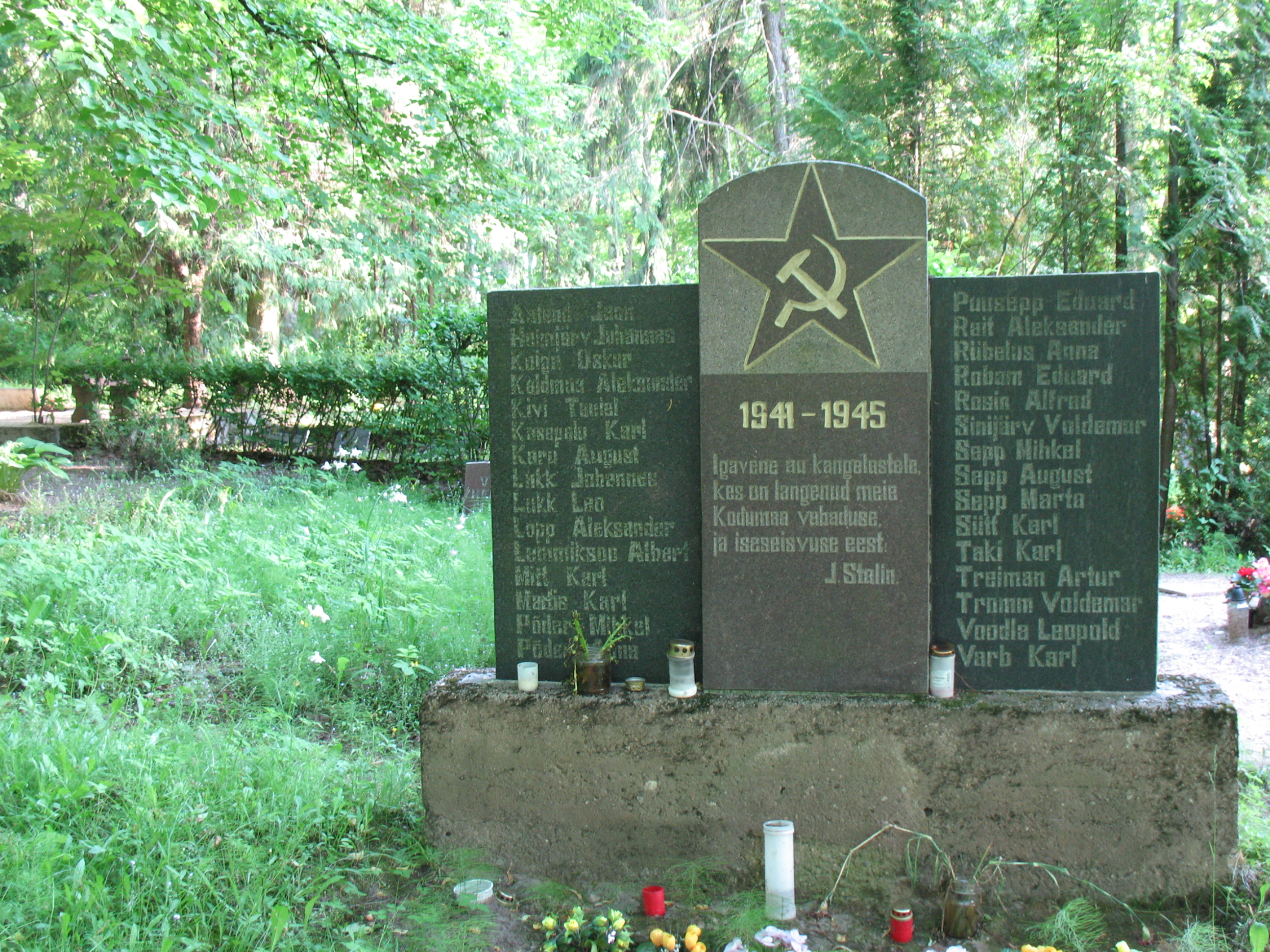
Советский памятник на братской могиле павших во II мировой войне и жертв фашистского террора в Мяэселья. Демонтирован в 2023 году

В 1977 году, в период кампании по укрупнению деревень, с Мяэселья была объединена деревня Соовавески (эст. Soovaveski).
В советское время на расположенной на территории деревни братской могиле советских воинов, павших во Второй мировой войне, и жертв фашистского террора (исторический памятник с 1997 до 2023 года) был установлен памятник с надписью «1941—1945 Вечная слава героям, павшим в боях за свободу и независимость нашей Родины. И. Сталин». На двух плитах по обе стороны памятника выбиты 30 имён погибших, все — эстонские. В протоколе рабочей группы по советским памятникам при Госканцелярии Эстонии от 30 ноября 2022 года памятник не упоминается. Он был удалён в период кампании по демонтажу и замене советских военных памятников, в 2023 году. Вместо него установлена плита с надписью «Жертвы Второй мировой войны». Так как могила находится на кладбище Пухья, останки перезахоронению на подлежат (см. Список советских военных памятников Эстонии).

## Происхождение топонима
Название деревни происходит от эстонского слитного слова mäeselg ~ mäeselja: mägi — «гора», «холм», selg — «спина», «хребет» и дано исходя из места расположения деревни.